# Clathria lematolae
Clathria lematolae är en svampdjursart som beskrevs av Hooper 1996. Clathria lematolae ingår i släktet Clathria och familjen Microcionidae. Inga underarter finns listade i Catalogue of Life.